# Amtsgericht Weißenfels
Das Amtsgericht Weißenfels ist ein Gericht der ordentlichen Gerichtsbarkeit in der Stadt Weißenfels in Deutschland. Es gehört zum Bezirk des Landgerichtes Halle und des Oberlandesgerichtes Naumburg und ist eines von drei Amtsgerichten (die anderen sind das Amtsgericht Naumburg und das Amtsgericht Zeitz) im Burgenlandkreis. Gerichtsbezirk ist das Gebiet des ehemaligen Landkreises Weißenfels und umfasst die Gemeinden Goseck, Hohenmölsen, die Stadt Lützen, die Stadt Teuchern und die Stadt Weißenfels.
Sitz des Gerichtes ist Weißenfels. Die Anschrift lautet Friedrichsstraße 18, 06667 Weißenfels.

## Geschichte des Gerichtes
Seit dem Jahr 1849 bestand in Weißenfels das königlich preußische Kreisgericht Weißenfels, das zum Gerichtsbezirk des Appellationsgerichtes Naumburg gehörte. Im Rahmen der Reichsjustizgesetze wurden diese Gerichte 1879 aufgehoben. In Weißenfels entstand stattdessen das Amtsgericht Weißenfels, das nun zum Sprengel des Landgerichtes Naumburg gehörte. Sein Gerichtsbezirk umfasste den Kreis Eckartsberga ohne den Teil, der den Amtsgerichten Hohenmölsen, Naumburg, Osterfeld, Teuchern und Zeitz zugeordnet war. Im Zweiten Weltkrieg wurde das Amtsgericht Hohenmölsen 1943 zunächst in eine Zweigstelle des Amtsgerichts Weißenfels umgewandelt und diese 1945 geschlossen.
Nach dem Zweiten Weltkrieg und der Neuordnung des ehemaligen Deutschen Reiches wurde das Landgericht Naumburg 1945 in der SBZ aufgehoben. So gelangte das Amtsgericht Weißenfels zum Landgericht Halle. Nach Gründung der DDR, im Jahr 1952 wurden hier die Amtsgerichte aufgehoben und stattdessen Kreisgerichte gebildet. In Weißenfels entstand das Kreisgericht Weißenfels. Dieses war für den Kreis Weißenfels zuständig und war dem Bezirksgericht Halle nachgeordnet. Nach dem Zusammenbruch der DDR wurden diese 1992 aufgehoben und das Amtsgericht Weißenfels neu gebildet.

## Das Gerichtsgebäude

### Überblick
Das Eckgrundstück Friedrichsstraße/Am Kloster ist bebaut mit dem parallel zur Friedrichsstraße ausgerichteten Hauptgebäude sowie dem dahinter liegenden Gefängnis mit Wärterhaus, das über die Straße Am Kloster zu erreichen ist. Zuvor befand sich das „Königliche Amtsgericht Weißenfels“ im Haus Große Burgstraße 22, im Geleitshaus, das entsprechend seiner Nutzung auch als Amtshaus bezeichnet wurde.
Im Jahr 1815 wechselte das Amtshaus aus dem Eigentum des Königreichs Sachsen zum Königreich Preußen. Der preußische Justizfiskus nutzte es zur Unterbringung des Stadt- und Landgerichtes und später der Kreisgerichtskommission. Das Gebäude bestand aus zwei Teilen, dem Haupthaus, direkt an der Großen Burgstraße, und einem 1878/1879 – im Ergebnis der Reformen des Gerichtsverfassungsgesetzes – errichteten Anbau oberhalb des Haupthauses.

### Grundstücksauswahl
Die Auswahl des Grundstücks für ein neu zu bauendes Gerichtsgebäude und eines Gefängnisses oblag dem Geheimen Justizrat Fritzsch, der die Angelegenheit im preußischen Justizministerium bearbeitete. Für den Gerichtsneubau waren drei Grundstücke im Gespräch. Nach langen Verhandlungen mit der Stadt Weißenfels entschied Fritzsch sich schließlich für das Seminargrundstück. Bei den Verhandlungen spielten die vom Justizfiskus zu tragenden Kosten eine herausragende Rolle.

### Bau
Besondere Probleme traten beim Fundament auf. Bodenuntersuchungen hatten ergeben, dass der Baugrund erst in einer Tiefe von fünf bis zehn Metern aus tragfähigen Materialien wie Sand und Fels bestand und somit die nötige Festigkeit hatte. Aus diesem Grund entschied sich die Bauleitung nach einer gründlichen Prüfung mehrerer Varianten, die Fundamente auf fünf bis zehn Meter langen Eisenbetonpfählen zu errichten. Für das Gerichtsgebäude wurden 215 Pfähle und für das Gefängnis 116 Pfähle durch die Leipziger Tiefbaufirma Rudolf Wolle nach einem patentierten Verfahren vor Ort hergestellt und in den Boden gerammt. Dies geschah trotz Frostes innerhalb von nur elf Wochen.
Die Bauzeit betrug (nach Fertigstellung der Pfahlgründung) von der Errichtung der Keller bis zur vollständigen Fertigstellung und Einrichtung somit nur 17 Monate. Das Gefängnis wurde am 24. September 1912 und das Gerichtsgebäude mit einer Feier am 11. Dezember 1912 eingeweiht. Damit wurde die geplante Bauzeit erheblich unterschritten, nach der ursprünglichen Planung sollten die Arbeiten bis 1. April 1913 dauern. Die Baukosten betrugen 456.000 Mark (veranschlagt: 401.000 Mark), wovon allein 59.166 Mark (veranschlagt: 26.500 Mark) auf die Pfahlgründung beider Gebäude entfielen.

## Architektur

### Allgemeines

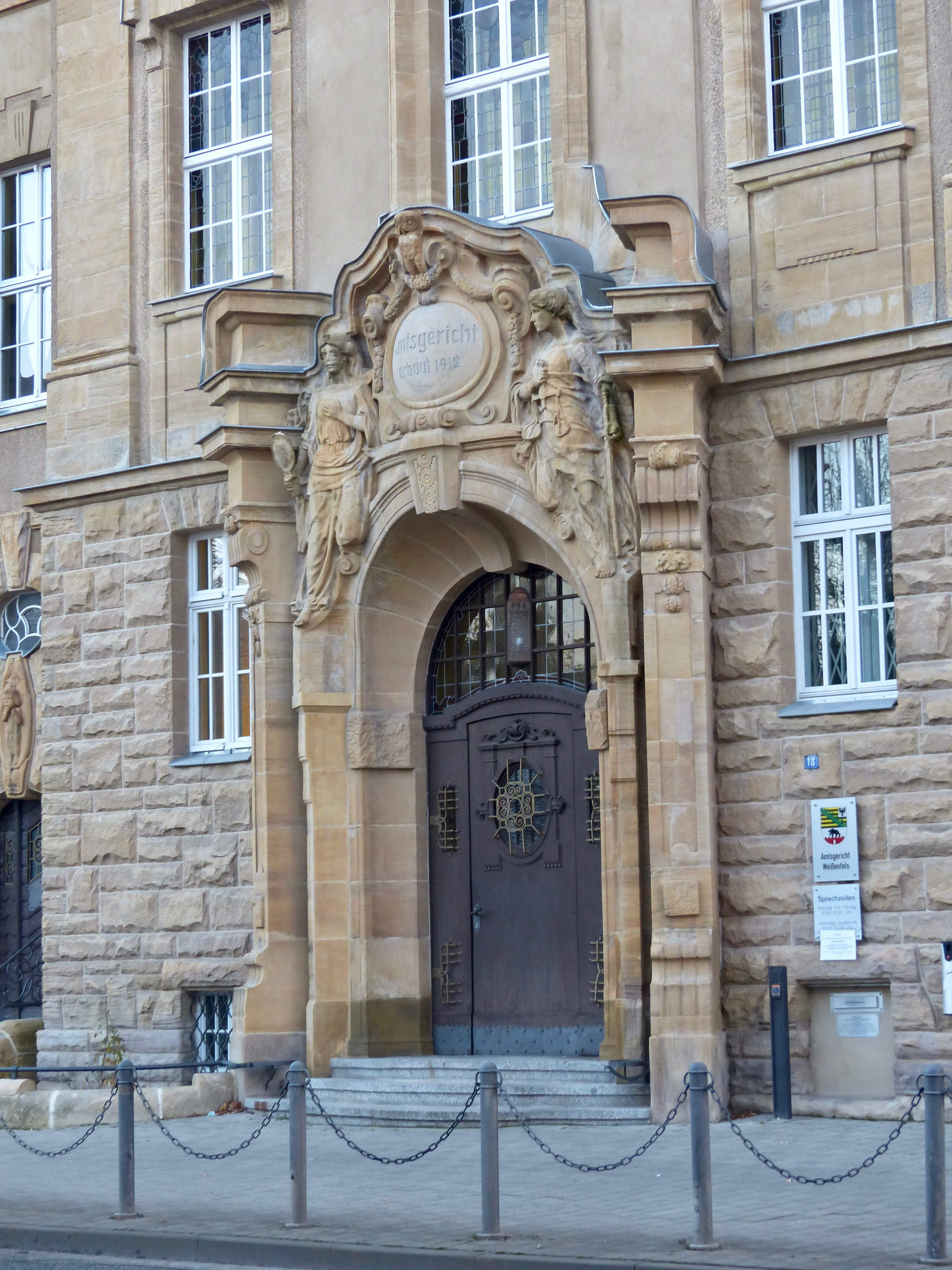
Eingangsportal (2016)

Das Gerichtsgebäude, gestaltet in Anlehnung an ein Corps de Logis, ist im für preußische Amtsgebäude dieser Epoche typischen barockisierenden Jugendstil gehalten. Der viergeschossige Bau vereint das staatliche Repräsentationsbedürfnis mit einer zweckmäßigen und kostenbewussten Bauweise.
Das Bauensemble des Amtsgerichtes und des Gefängnisses bilden keinen zusammenhängenden Baukomplex, sondern sie sind Einzelbauten. Das Gerichtshaus steht an der Friedrichsstraße, das Gefängnis hat seinen Haupteingang in der Neuen Klosterstraße. Beide Bauten wurden so angeordnet, dass eine Erweiterung durch spätere Anbauten problemlos möglich war und noch heute möglich wäre.

### Baudetails
Die repräsentative Gestaltung konzentriert sich auf die Bereiche, die besonders im Blickpunkt der Öffentlichkeit stehen: das Eingangsportal, das Haupttreppenhaus und der Schöffengerichtssaal. Die Fassade weist über dem Hauptportal zwei Figuren auf, die die Justitia mit Schwert und Waage sowie die Veritas (Symbol für die Wahrheit) mit einem Spiegel darstellen. Die zentrale Inschriftenkartusche unterhalb des geschweiften Giebels wird von einer Eule als Symbol der Weisheit bekrönt.
Die Fassadenflächen wurden mit Droyßiger Sandstein verkleidet und mittels Werkstein für die Fensterbrüstungen umrahmt, die gelblich verputzt und mit Lisenen verziert wurden. Das Dach erhielt eine Eindeckung aus roten Biberschwänzen und ist mit kupfernen Dachreitern abgeschlossen. Das mittlere Fenster des Schöffensaals hat eine auf Konsolen ruhende Fensteröffnung, die eine Kartusche mit Adler und Krone einfasst. Das mittlere Fenster oberhalb des Schöffensaals trägt als Schlussstein ein Medusenhaupt. Auf gleicher Höhe wird der Gebäudevorsprung des Hauptportals von zwei mit Köpfen versehenen Kartuschen begrenzt. Sie enthalten links eine Gesetzestafel und rechts ein Liktorenbündel. Im oberen Abschluss des Hauptportals befinden sich zwei weitere Figuren, die Kraft und Gelehrtheit darstellen: Links ist ein muskulöser Mann gezeigt, der einem Ungeheuer den Rachen auseinanderreißt, und rechts eine sitzende Frau, die in einem Buch liest.
Links vom Hauptportal befindet sich ein weiterer Zugang, durch den das Publikum direkt in den Schöffensaal gelangte. Symbolisch wird das Publikum von einem zuhörenden Knaben mit dem Zeigefinger auf dem Mund über dem Eingang verkörpert. Über ihm befinden sich zwei geschwätzige Papageien, die die Verfahrensbeteiligten darstellen, während den unteren Abschluss des Schlusssteins zwei kriechende Schnecken bilden. Die Bauplastik stammt von dem Merseburger Bildhauer Paul Juckoff, der vor allem durch die Bronzeplastik des Schusterjungen im Stadtpark Weißenfels und den Jugendstilbrunnen vor der Marienapotheke in der Beuditzstraße bekannt ist.
Zwischen den Fenstern des zweiten Obergeschosses im Zwischentrakt und in dessen Fortsetzung am Nordrisalit sind Reliefs mit den Allegorien für die vier menschlichen Charaktere angebracht: der Choleriker (mit zum Schreien geöffneten Mund und sehnig geballten Fäusten), der Melancholiker (als alter Mann mit dem Raben als Symbol des Todes), der Sanguiniker (als Frohnatur mit Laute in einer Weinlaube) und der Phlegmatiker (stumpfsinnig dreinblickend, auf die Fäuste gestützt). Im Haupttreppenhaus befinden sich sechs Fenster mit einfach gehaltenen Bleiverglasungen, die mit einer Girlande aus Eichenblättern umrahmt sind. Lediglich das mittlere Fenster sticht mit dem Symbol der Justiz, einer Komposition aus Schwert und Waage, heraus. Ein weiteres Fenster erinnert in seiner Gestaltung an das alte Gerichtsgebäude, das Geleitshaus. Unter der oberen Brüstung der Treppenhauspfeiler befindet sich eine weitere Figurengruppe. Sie zeigt rechts und links zwei Knaben, die eine sich in den Schwanz beißende Schlange und eine Sanduhr halten und damit Aeternitas (Ewigkeit) und Vanitas (Vergänglichkeit) symbolisieren. Sie rahmen einen zentral angebrachten Erzengel Michael und den von ihm erschlagenen Teufel in Gestalt eines Drachen ein. Zudem sind an den Bögen und Pfeilern des Treppenhauses die zwölf Tierkreiszeichen angebracht. Zusammen mit Aeternitas und Vanitas stehen sie für die Zeit in ihrem rhythmischen Ablauf.
Die Treppenläufe wurden aus muschelkalk-ähnlichem Stein gefertigt und stützen sich auf durchbrochene Brüstungen aus Porphyr. Die Öffnungen sind mit geschmiedeten und vergoldeten Füllungen versehen. Im Schöffensaal sind die eichenen Paneele, die Wandbemalungen, das eichene Mobiliar und die beiden Heizungsverkleidungen hervorzuheben, die als katzen- oder teufelsartige Fratzen mit weit aufgerissenen, die Zähne zeigenden Mäulern gestaltet sind. Diese Ehrfurcht heischenden Fratzen symbolisieren vermutlich so etwas wie der Hölle Rachen und gemahnen alle im Gerichtsverfahren Beteiligten nach bestem Wissen und Gewissen auszusagen beziehungsweise zu urteilen.
In allen Räumen wurde pflegeleichtes Linoleum verlegt.
In dem westlichen Flügel des Gerichtes gab es anfangs eine Wohnung für den Gerichtsdiener. Arbeitsräume für den Gerichtsschreiber, einen Rechtsanwalt, ein Beratungszimmer, einen Schöffensaal, einen Warteraum. Für den Gefängnisaufseher und seine Familie gab es sogar einen gesonderten Anbau.

### Nutzung
Grundsätzlich wurde das Gerichtsgebäude immer als Amtsgericht genutzt. Zeitweilig kamen folgende weitere Nutzer hinzu: Staatsanwaltschaft des Kreises Weißenfels (1952–1991), Staatliches Notariat Weißenfels (1952–1990), Rat des Kreises Weißenfels und das Referat Jugendhilfe (1955–1990). Infolge der Auflösung kleinerer Gerichte nach der Neubildung der Bundesländer kamen die Amtsgerichte aus Lützen und Hohenmölsen (einschließlich Teuchern) hinzu.

## Gefängnis

### Allgemeines
Bereits bei der ersten Planung und der Auswahl des Grundstücks wurde immer der Bau eines Gefängnisses neben dem Gerichtsgebäude geplant.
Obwohl einzeln stehend bildet der Gefängnisbau architektonisch und stilistisch eine Einheit mit dem Hauptgebäude. Als besonders gelungen schätzen Baufachleute das Mansarddach. – Das viergeschossige Gebäude hat eine Breite von nur 7,20 Meter und ist im Mittel 50 m lang.

### Architektur und Gliederung
Der Bau enthielt hinter einer starken Umfassungsmauer entlang der Neuen Klosterstraße 20 Gefängniszellen für Männer und 6 für Frauen. Für beide Geschlechter getrennt wurde zum Inneren der Baufläche, also südlich am Gefängnisbau, je eine Fläche für die Freigänge angelegt: ein „Weiberhof“ und ein „Männerhof“.
Mindestens 17 kleinere Räume gab es für die verschiedenen Zwecke wie Vorratslagerung, Aufnahmezimmer, Speisezimmer, Krankenzimmer, Küche, Kammern, und an der Innenmauer ein abgetrennter Arbeitsschuppen.
Erwähnenswert ist die Heizungsanlage, die beide Amtsbauten umfasste und mittels Warmwasser funktionierte.

### Nutzung
Seit seiner Fertigstellung am 24. September 1912 bis zum Jahr 1968 wurde das Gebäude als Gefängnis genutzt. Danach befanden sich Lagerräume und eine Sauna der Polizei in dem Bauwerk. Auf den Höfen wurden Garagen für Polizeifahrzeuge errichtet.
Nach der deutschen Wiedervereinigung, seit 1994 wird das Gefängnis wieder von der Justiz genutzt. Ein Teil des Gebäudes wurde zu Büroräumen umgebaut, die für die Unterbringung des Grundbuchamts Hohenmölsen benötigt wurden.

### Beteiligte Architekten
- Geheimer Oberbaurat Paul Thoemer, Vortragender Rat im preußischen Ministerium der öffentlichen Arbeiten in Berlin hatte die Oberbauleitung inne.[4]
- Baurat Becker aus Zeitz[4]
- Regierungsbaumeister Wilhelm Trautwein[4] (zuvor beteiligt am Bau des Amtsgerichts Wittenberg, danach am Bau des Amtsgerichtes Bremerhaven-Lehe).
- Geheimer Baurat Beisner aus Merseburg[4]

## Persönlichkeiten am Gericht (Auswahl)
- Hans Bogislav Graf von Schwerin (* 12. Juli 1883 in Hannover; † 27. August 1967 in Bad Wörishofen), war im Jahre 1908 als königlich preußischer Regierungsreferendar beim Amtsgericht Weißenfels tätig.
- Michael Koch (* 12. Dezember 1964 in Rheydt) wurde 2005 zum Direktor des Amtsgerichts Weißenfels ernannt[5][6], das er bis 2017 leitete.[7]